# Споразум о специјалним паралелним односима
Споразум о специјалним паралелним везама је назив споразума потписаног између Републике Српске и Републике Србије.
Овај споразум је потписан ради развијања сарадње између Српске и Србије у областима привреде и коришћења привредних ресурса, планирања, приватизације и денационализације, науке и технологије, образовања, културе и спорта, здравства и социјалне политике, туризма и заштите околине, информисања, заштите слобода и права грађана, као и сузбијање криминала.
Потреба за овим споразумом је настала у историјским околностима који су обиљежили распад Југославије, а у којој су грађани Републике Српске и Републике Србије живјели заједно до њеног распада. Како је распад Југославије проузрокован грађанским ратом довео до раздвајања Срба као већинског народа Републике Српске и Републике Србије, Споразум о специјалним паралелним везама је имао за циљ да обнови насилно покидане природне везе између једног народа.

## Историја

### Биро Владе Републике Српске (1992—2002)
Влада Републике Српске је на сједници од 15. априла 1992. године донијела Одлуку о оснивању политичког и економског представништва Републике Српске у Београду.
Задатак Бироа Владе Републике Српске био је да исказује, остварује и развија сарадњу са одговарајућим органима Југославије и других република унутар исте, те надлежних органа и институција у области политичких односа, економске, културне и друге сарадње од интереса за Републику Српску.

### Споразум о специјалним паралелним везама из 2001. године
Председник Републике Српске Мирко Шаровић је 5. марта 2001. године у Бањалуци заједно са Председником Савезне Републике Југославије Војиславом Коштуницом потписао историјски Споразум о специјалним паралелним везама СРЈ и Републике Српске. Скупштина Савезне Републике Југославије је ратификовала Споразум о специјалним паралелним везама СРЈ и Републике Српске 10. маја 2001. године у Београду.
Након раздруживања Савезне Републике Југославије, односно обнове независности Републике Србије, Република Српска и Република Србија су у новим околностима приступиле обнови Споразума о специјалним паралелним везама.

### Споразум о специјалним паралелним односима из 2006. године
Председник Републике Српске Драган Чавић и Председник Републике Србије Борис Тадић, Председник Владе Републике Српске Милорад Додик и Председник Владе Републике Србије Војислав Коштуница, су на дан 26. септембар 2006. у Банском двору, сједишту Председника Републике Српске у Бањалуци, потписали Споразум о успостављању специјалних паралелних односа између Републике Српске и Републике Србије.
Даном ступања на снагу овог споразума престао је да важи Споразум о успостављању специјалних паралелних односа између Републике Српске и Савезне Републике Југославије који је потписан 5. марта 2001. године у Бањалуци.